# Sondrio (stacja metra)
Sondrio – stacja metra w Mediolanie, na linii M3. Znajduje się na viale Sondrio, w Mediolanie i zlokalizowana jest pomiędzy stacjami Zara i Centrale. Została otwarta w 1991